# Tha G-Code
Tha G-Code è il quarto album in studio del rapper statunitense Juvenile, pubblicato il 7 dicembre 1999.

## Tracce
1. Big Tymer (feat. Lovely & Atrice) (Intro) – 2:14
2. U Understand – 4:19
3. Fuck That Nigga (feat. B.G.) – 4:36
4. A Million and One Things (feat. Hot Boys) – 4:45
5. Take Them 5 – 4:37
6. G-Code (feat. Lil Wayne) – 4:34
7. Something Got 2 Shake (feat. Big Tymers) – 4:09
8. Da Magnolia (feat. Mannie Fresh) – 4:40
9. Catch Your Cut (feat. B.G.) – 3:42
10. Lil' Boyz (feat. Lil Wayne & Big Tymers) – 4:12
11. Get It Right (feat. Lil Wayne & B.G.) – 3:54
12. Never Had Shit (feat. Baby, B.G. & Turk) – 4:13
13. I Got That Fire (feat. Mannie Fresh) – 5:46
14. Tha Man (feat. Turk) – 3:07
15. March Nigga Step – 4:02
16. Guerrilla (feat. B.G.) – 5:11

## Classifiche

### Classifiche settimanali
| Classifica (2000) | Posizione massima |
| ----------------- | ----------------- |
| Stati Uniti       | 10                |

### Classifiche di fine anno
| Classifica (2000) | Posizione |
| ----------------- | --------- |
| Stati Uniti       | 62        |